# Schistura jarutanini
Schistura jarutanini és una espècie de peix de la família dels balitòrids i de l'ordre dels cipriniformes.

## Morfologia
És cec i els mascles poden assolir els 6,7 cm de longitud total.

## Distribució geogràfica
Es troba a alguns rierols subterranis de diverses coves de la província de Kanchanaburi (l'oest de Tailàndia).

## Amenaces
Les seues principals amenaces són el desenvolupament del turisme a l'interior de la cova on viu, la sedimentació, les pràctiques agrícoles gens sostenibles i la seua possible captura amb destinació al comerç internacional de peixos d'aquari.